# Česko Slovensko má talent
Česko Slovensko má talent (často zkracováno jako ČSMT) je česko-slovenská talentová show, která je součástí globální frančízy Got Talent, pořádaná českou stanicí Prima ve spolupráci se slovenskou stanicí JOJ. Vysílání pořadu v Česku se od roku 2016 přesunulo na stanici JOJ Family a v roce 2018 se vrátilo zpět na TV Prima. Show měla premiéru 29. srpna 2010 a každá řada se odvysílala v podzimním televizním programu a měla několik různých osobností jako porotce. Současní moderátoři jsou David Gránský a Jasmina Alagič.
Jedná se o show, ve které soutěží zpěváci, tanečníci, kouzelníci, komici a další umělci různých věkových kategorií z Česka a Slovenska, ale také z dalších zemí světa o peněžní a další možnou výhru. Současní porotci jsou Jaro Slávik, Marta Jandová, Diana Mórová, Jakub Prachař a Leoš Mareš. Soutěžící bojují o zájem poroty, aby se dostali do finálových živých kol, ve kterých se snaží získat divácké hlasy a finanční odměnu. V prvních dvou řadách výherce získal kromě peněz také možnost angažmá v Las Vegas. Ve třetí řadě pak cestu kolem světa a ve čtvrté možnost vystoupit před Simonem Cowellem.
Talentová show odvysílala celkem dvanáct řad během čtrnácti let. V roce 2011 byla také odvysílána odnož show pod názvem Česko Slovensko má talent PLUS. Během vysílání dvanácté řady televize JOJ potvrdila, že pořad bude mít kreativní pauzu a další ročník se neplánuje.

## Historie

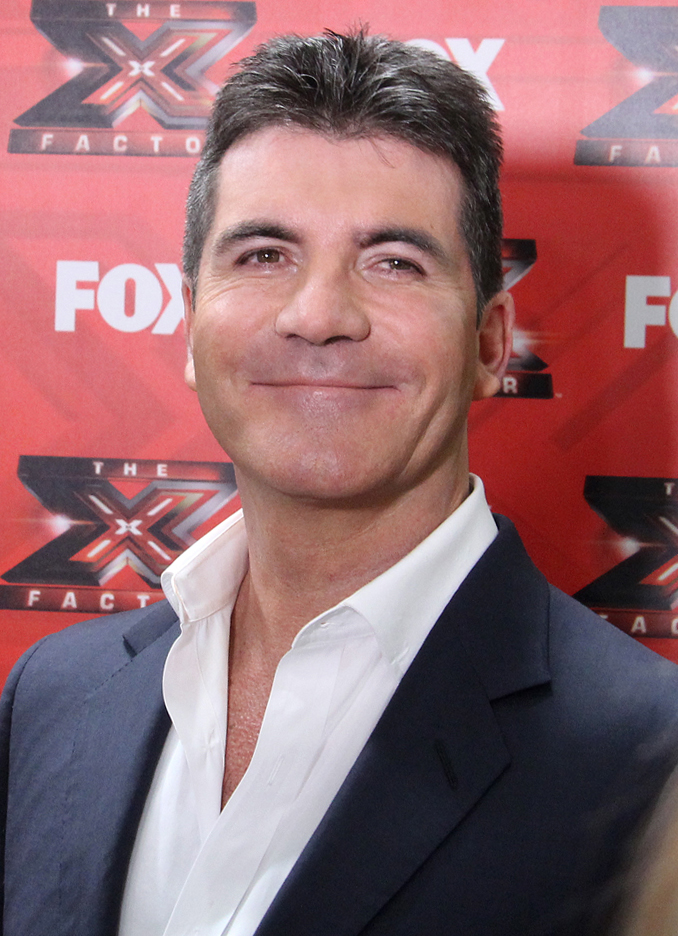
Simon Cowell, tvůrce America's Got Talent a Got Talent frančízy, také porotce v americké a britské verze.

Koncept soutěže vymyslel tvůrce X Factor a výkonný ředitel Sony Music Simon Cowell, který se snažil vytvořit talentovou soutěž mnohem větší, než jsou jiné televizní talentové soutěže. Jeho návrh, který poprvé předložil britské televizní síti ITV v roce 2005, byl pro soutěž, do které se mohli přihlásit účastníci jakéhokoli věku a místa s jakoukoli formou talentu. Televizi se nápad líbil a rozhodla se projektu dát šanci, Cowell vytvořil panel porotců sestávající ze sebe a dvou dalších porotců (včetně bulvárního novináře Pierse Morgana).První epizoda se ukázala jako úspěšná. Původní plán programu byl produkovat a odvysílat britské vydání v roce 2005 s moderátorem Paulem O'Gradym, který také pracoval na pilotní epizodě. Nicméně, O'Grady měl spor s ITV kvůli práce na novém programu a nakonec se rozhodl přejít k jiné britské televizní stanici.
V důsledku toho Cowell pozastavil práci na britském vydání a urychlil své úsilí o uvedení formátu v Americe. Po vyjednáváních s několika stanicemi Cowell obdržel nabídku od NBC produkovat svou televizní show s patnácti epizodami pro letní televizní program v roce 2006. Cowell spolupracoval s Fremantlem a jeho společností Syco Entertainment, ovšem rozhodl se nestát porotcem a místo toho působil jen jako výkonný producent. Regis Philbin se stal moderátorem a David Hasselhoff, Brandy Norwood a Morgan jako porotci. První řada zaznamenala úspěch a pořad získat objednávku dalších řad, což přimělo ITV, aby kontaktovala Cowella s úmyslem obnovit produkci britské verze. Úspěch British Got Talent (spolu s americkou verzí) vedl Cowella k přijmutí nabídky vytvořit globální franšízu Got Talent.

## Formát

### Castingy

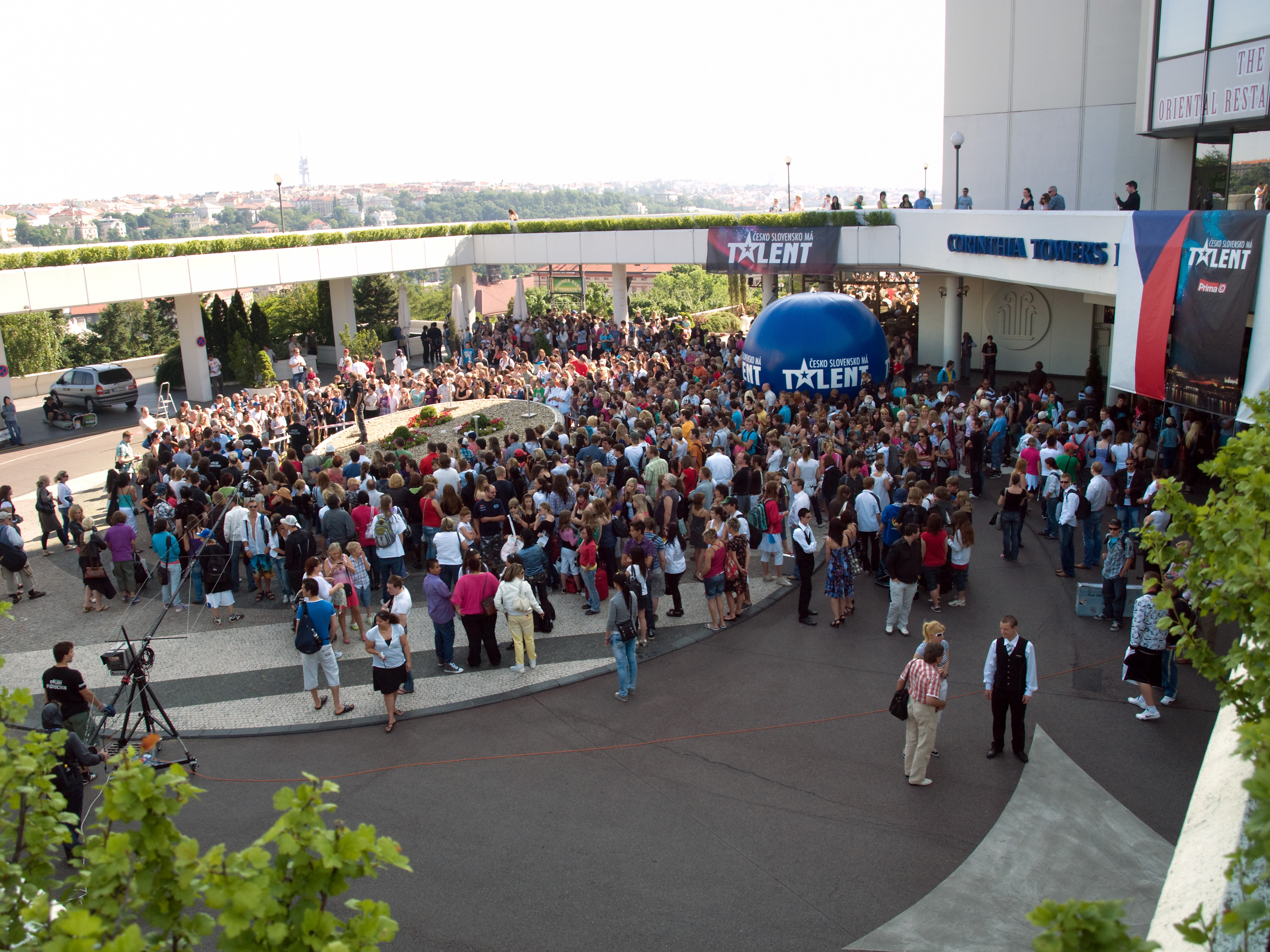
Pražský casting na první řadu ČSMT

První castingy se konají v různých městech po obou státech, kde přihlášení účastníci vystupují před porotou tvořenou různými lidmi z produkce. Poté postupují na castingy před oficiální porotou show, kde mají časově zkrácené vystoupení, které mnohdy není dodrženo. Tyto castingy se natáčely v Mahenově divadle v Brně, od páté řady v Incheba Aréně v Bratislavě, později se vysílají v televizi. Porotci mají k dispozici červený bzučák, který mohou zmáčknout pokud se jim vystoupení nelíbí. Stisknutím bzučáku se rozsvítí červený křížek se jménem porotce, což pro soutěžícího znamená, že mu porotce dává ne. Pakliže porotci během vystoupení stisknou červený bzučák všichni, vystoupení soutěžícího automaticky končí. Pro postup musí získat min. 3 (v 1. až 4. řadě min. 2) ano. Od páté řady byl zaveden tzv. zlatý bzučák, který soutěžícího pošle rovnou do finále.

### Velký třesk
Ve velkém třesku, který v show figuroval od první až po třetí řadu, měli porotci za úkol vybrat soutěžící, kteří postoupí do semifinále. Porota v případě, že nevěděla mezi kým se rozhodnout, oslovila soutěžící, aby vystoupili ještě jednou. V první řadě postoupilo do semifinále celkem 56+3 soutěžících (3 soutěžící dostali od produkce druhou šanci), v druhé řadě 27 soutěžících, ve třetí pak 18 soutěžících. Ve třetí řadě byl použit tzv. Rozstřel, kdy o posledním možném místě do semifinále rozhodovali diváci. Rozstřel se vysílal živě po skončení Velkého třesku. Ve čtvrté řadě již Velký třesk nebyl, nahradila ho Cesta do semifinále. V páté řadě se opět vrátil.

### Cesta do semifinále
Ve čtvrté řadě vystřídala Velký třesk Cesta do semifinále, kdy porotci vybrali šest soutěžících z daného divadelního kola (celkem se jich ve čtvrté řadě vysílalo 9), ze kterých diváci pomocí SMS hlasování vyberou jednoho, který postoupí do semifinále. Celkem tedy pomocí diváckého hlasování postoupilo ve čtvrté řadě 9 soutěžících, dalších devět vybrala porota. Cesta do semifinále se vysílala živě po skončení divadelních kol. Do semifinálových kol se pak dostalo 18 soutěžících.

### Živé přenosy
V této části show se soutěžící dostávali do semifinále, které bylo vysíláno živě. Jejich počet se liší v každé řadě. V první řadě bylo celkem 7 semifinálových kol, kde mělo původně soutěžit 56 soutěžících, tedy každé semifinále po 8 soutěžících, v posledních třech však produkce dala 3 dalším soutěžícím druhou šanci, ty pak tedy byly složeny z 9 soutěžících. V druhé řadě proběhly tři semifinále s 27 soutěžícími po 9. Ve třetí a čtvrté řadě pak dvě semifinále po 9 soutěžících. Výherce semifinálových kol určují diváci pomocí SMS hlasování.
Poslední částí je finále, kam postupují výherci semifinálových kol, které vybrali diváci a soutěžící vybraní porotou. Celkem se do finále v první řadě dostalo 14, ve druhé řadě 10, ve třetí 9 a ve čtvrté řadě 8 soutěžících. Výherci vybírají diváci opět pomocí SMS hlasování.

## Porotci a moderátoři
| Řada | Moderátoři    | Moderátoři           | Porotci     | Porotci        | Porotci       | Porotci       | Porotci    |
| ---- | ------------- | -------------------- | ----------- | -------------- | ------------- | ------------- | ---------- |
| 1    | Jakub Prachař | Martin Rausch        | Jaro Slávik | Lucie Bílá1    | Jan Kraus     | —             | —          |
| 2    | Jakub Prachař | Martin Rausch        | Jaro Slávik | Lucie Bílá1    | Martin Dejdar | —             | —          |
| 3    | Jakub Prachař | Martin Rausch        | Jaro Slávik | Lucie Bílá1    | Martin Dejdar | —             | —          |
| 4    | Jakub Prachař | Martin Rausch        | Jaro Slávik | Lucie Bílá1    | Leoš Mareš    | —             | —          |
| 5    | Marcel Forgáč | Milan Zimnýkoval     | Jaro Slávik | Lucie Bílá1    | Jakub Prachař | Diana Mórová3 | —          |
| 6    | Marcel Forgáč | Milan Zimnýkoval     | Jaro Slávik | Lucie Bílá1    | Jakub Prachař | Diana Mórová3 | —          |
| 7    | David Gránský | Lujza G. Schrameková | Jaro Slávik | Marta Jandová2 | Jakub Prachař | Diana Mórová3 | —          |
| 8    | David Gránský | Lujza G. Schrameková | Jaro Slávik | Marta Jandová2 | Jakub Prachař | Diana Mórová3 | —          |
| 9    | David Gránský | Jasmina Vrbovská     | Jaro Slávik | Marta Jandová2 | Jakub Prachař | Diana Mórová3 | —          |
| 10   | David Gránský | Jasmina Vrbovská     | Jaro Slávik | Marta Jandová2 | Jakub Prachař | Diana Mórová3 | —          |
| 11   | David Gránský | Jasmina Vrbovská     | Jaro Slávik | Marta Jandová2 | Jakub Prachař | Diana Mórová3 | —          |
| 12   | David Gránský | Jasmina Vrbovská     | Jaro Slávik | Marta Jandová2 | Jakub Prachař | Diana Mórová3 | Leoš Mareš |

Poznámky
1. ^ Bílá se nemohla zúčastnit prvního semifinálového kola v šesté řadě kvůli nemoci a tak byla nahrazena Michalem Hudákem.
2. ^ Mórová se nemohla zúčastnit pár epizod kvůli jejímu angažná v divadle, z tohoto důvodu byla nahrazena během castingů jinými osobnostmi: Jiřina Bohdalová (osmá řada), Rytmus a Marián Čekovský (desátá řada) a Mária Čírová a Eva Burešová (dvanáctá řada).
3. ^ Jandová se nemohla zúčastnit pár epizod, z tohoto důvodu byla nahrazena během castingů Evou Holubovou v desáté řadě a během castingů a Velkého třesku ve dvanácté řadě Evou Burešovou.

V první řadě byla porota složena z producenta Jara Slávika, zpěvačky Lucie Bilé a herce, moderátora Jana Krause, které dopolnili Jakub Prachař a Martin Rausch v roli moderátorů. Před podmínkou, že jeden moderátor bude z Česka a jeden ze Slovenska, se uvažovalo o dvojici Jakub Prachař a Vojtěch Dyk. Prima také nabízela post moderátora Leoši Marešovi, kterému nabídla 20 milionů korun, nabídku však nepřijal. Dále byli v hledáčku i Libor Bouček, Vojtěch Kotek či Tereza Pergnerová. Při přípravách druhé řady, Kraus se nedohodl na podmínkách spolupráce s televizemi, a tak byl vystřídám českým hercem Martinem Dejdarem. Kvůli přípravám na novém pořeadu byl Dejdar vyměněn za českého moderátora Leoše Mareše.
V březnu 2015 bylo oznámeno, že se porota rozšíří o jednoho člena. Vrátili se Slávik a Bílá, přidal se k nim Prachař, který se přesunul z pozice moderátora a později se k nim přidala slovenská herečka Diana Mórová. Jelikož se Martin Rausch rozhodl přijmout nabídku na moderování čtvrté řady SuperStar, kterou vysílají konkurenční televize Markíza a Nova. Prima a TV JOJ tedy hledali partnera pro Jakuba Prachaře, později se však rozhodli, že pátou řadu bude moderovat známá dvojice ze Slovenska Junior a Marcel — Milan Zimnýkoval a Marcel Forgáč. Původně média spekulovala, že se moderátorem stane Leoš Mareš, jelikož začal úzce spolupracovat s Primou. Duo Zimnýkoval a Forgáč se vrátilo i v šesté řadě. Po šesti řadách porotcování se Bílá rozdhodla věnovat jiným projektům a byla nahrazena českou zpěvačkou Martou Jandovou. V sedmé řadě se opět vystřídaly moderátorské posty a to také kvůli návratu Primy do výroby pořadu a podmínky mít českého a slovenského zástupce na moderátorských postech. Televize se rozhodly zariskovat a obsadit úplně nové tváře Davida Gránského a Lujzu Garajovou Schramekovou. V deváté řadě nahradila Schramekovou moderátorka a modelka Jasmina Alagič Vrbovská.

### Speciální porotci
V jedenácté řadě se objevili speciální porotci, kteří doplnili původní čtyři porotce během kastingů a Velkého třesku. Každý z nich se usadil do pátého křesla. Speciálními porotci byli Štěpán Kozub, Marián Čekovský, Vojtěch Dyk a Ego.

## Přehled řad
| Řada | Epizody | Doba vysílání  | Doba vysílání      | Umístění finalistů   | Umístění finalistů         | Umístění finalistů    |
| Řada | Epizody | Premiéra       | Finále             | První místo          | Druhé místo                | Třetí místo           |
| ---- | ------- | -------------- | ------------------ | -------------------- | -------------------------- | --------------------- |
| 1    | 14      | 29. srpna 2010 | 28. listopadu 2010 | Dae Men              | Richard Nedvěd             | Marián Zázrivý        |
| 2    | 17      | 4. září 2011   | 27. listopadu 2011 | Atai Omurzakov       | Strýc a synovec Jo-Joo     | La Gioia              |
| 3    | 17      | 9. září 2012   | 25. listopadu 2012 | Jozef Pavlusík       | Alex Dowis                 | Andrej Kampf          |
| 4    | 25      | 15. září 2013  | 8. prosince 2013   | Miroslav Sýkora      | Alena Smolíková a Jerry    | Miroslav Bruice Žilka |
| 5    | 19      | 1. září 2015   | 21. listopadu 2015 | Gyöngyi Bodišová     | Big Names                  | Juraj Hnilica         |
| 6    | 19      | 4. září 2016   | 27. listopadu 2016 | ACT 4 Slovakia       | Martin Vetrák              | Tumar                 |
| 7    | 17      | 31. srpna 2018 | 1. prosince 2018   | Nikoleta Šurinová    | Boki                       | Ružena Kováčová       |
| 8    | 16      | 30. srpna 2019 | 7. prosinec 2019   | Margaréta Ondrejková | Samuel Rychtar             | Volha Safronova       |
| 9    | 16      | 3. září 2021   | 11. prosince 2021  | Diamonds             | Dominika Titková           | Noro Grofčík          |
| 10   | 14      | 27. srpna 2022 | 26. listopadu 2022 | Nikola Kusendová     | Movement Studios           | Alex Rigó             |
| 11   | 15      | 3. září 2023   | 10. prosince 2023  | Anna Slížová         | Matěj Plšek                | Viera Kotvasová       |
| 12   | 15      | 30. srpna 2024 | 7. prosince 2024   | Silvia Vršková       | Kateřina „Svojost“ Pokorná | Genévieve Côte        |

### První řada (2010)
První řada odstartovala 29. srpna 2010 a skončila 28. listopadu 2010. Původně zamýšlela ČSMT odvysílat TV Markíza, která již dříve uvedla Slovensko má talent, společně s TV Nova, ale včas neuplatnila opci. Televize proto uvedly vlastní talentovou show Talentmania. Prvními porotci byli Jaro Slávik, Lucie Bílá a Jan Kraus. Show moderovali Jakub Prachař a Martin Rausch. Odměnou pro vítěze byla částka 100 tisíc eur a angažmá v Las Vegas. Vítězem první řady se stalo české akrobatické duo Dae Men.

### Druhá řada (2011)
Druhá řada Česko Slovensko má talent byla oznámena 16. března 2011 a zahájena 4. září 2011. Finále proběhlo 27. listopadu 2011. Do poroty se vrátili Jaro Slávik i Lucie Bílá. Český moderátor Jan Kraus byl v porotě nahrazen českým herce Martinem Dejdarem. Moderátoři zůstali stejní. Vítěz získal opět 100 tisíc euro a možnost vystoupení v Las Vegas. Vítězem se stal kyrgyzstánský tanečník Atai Omurzakov. Televize JOJ k ČSMT vysílala také speciál Česko Slovensko má talent PLUS na JOJ Plus.

### Třetí řada (2012)
Třetí řada zahájila 9. září 2012 a skončila 25. listopadu 2012. Porota a moderátoři se od předešlé řady nezměnili. Vítěz získal 100 tisíc euro a nově cestu kolem světa. Ve třetí řadě byla dívčí rocková skupina The Apples před semifinálovým kolem diskvalifikována, jelikož nesouhlasila s podmínkami soutěže, a tak ji v druhém semifinále nahradil tanečník Patrik Gluchowski. Vítězem se stal slovenský operní zpěvák Jozef Pavlusík.

### Čtvrtá řada (2013)
Čtvrtá řada měla premiéru 15. září 2013 a své vysílání ukončila finálem 8. prosince 2013. Z prvu se zdálo, že čtvrtý ročník bude pouze v rukou TV JOJ, později se však televize dohodly a opět se show vysílala na obou stanicích. Do poroty se opět vrátili Jaro Slávik a Lucie Bílá. Nově se k ním přidal také Leoš Mareš, který nahradil Martina Dejdara. Moderátoři zůstali i v této řadě stejní. Vítěz získal 50 tisíc euro, automobil, zájezdy v hodnotě 350 000 Kč a možnost vystoupit před Simonem Cowellem. Česko Slovensko má talent 2013 vyhrál opět slovenský operní zpěvák Miroslav Sýkora.

### Pátá řada (2015)
Dne 4. března 2015 spustila TV JOJ možnost přihlásit se do páté řady Česko Slovensko má talent. Přihlášky původně JOJ poskytla již v roce 2014 se záměrem show odvysílat ve stejný rok, po neshodách s Primou však pátý ročník přeložila na další rok. Do poroty se vrátili Jaro Slávik i Lucie Bílá, doplnili je bývalý moderátor show Jakub Prachař a Diana Mórová. V páté řadě došlo také ke změně moderátorů, těmi byli nově Milan Zimnýkoval a Marcel Forgáč. Novinkou v soutěži byl také tzv. zlatý bzučák, kterým může porotce poslat soutěžícího rovnou do finále. Vítěz získal 100 tisíc euro. Vítězkou páté řady se stala Gyöngyi Bodišová.
Pátou řadu měla původně vysílat pouze TV JOJ a Prima měla pomoct s castingy na území Česka, na tiskové konferenci však Prima oznámila, že ČSMT uvede taktéž. V páté řadě se show Česko Slovensko má talent poprvé vysílala dvakrát týdně a to – ve čtvrtek a sobotu (Prima) a ve středu a sobotu (JOJ). První díl byl odvysílán na Slovensku v úterý 1. září (další díly byly vysílány dle plánu – středa a sobota) a v Česku ve čtvrtek 3. září.

### Šestá řada (2016)
Na konci roku 2015 projevila stanice JOJ zájem o odvysílání šesté řady a společně s tím spustila možnost registrace účastníků. Na začátku roku 2016 pak spustila první termíny castingových kol. V dubnu 2016 potvrdila svůj návrat Lucie Bílá. Na přelomu května a června bylo oznámeno, že se v show objeví stejné složení porotců a moderátorů jako v předchozím ročníku. Šestá řada odstartuje pouze na slovenské televizi JOJ a to 4. září 2016. Prima tuto řadu do svého programu nezařadí. Dne 25. srpna 2016 oznámila stanice JOJ spuštění nového kanálu pro Česko JOJ Family, kde také odvysílá šestou řadu ČSMT. Prima odvysílala reprízu show až na jaře 2017.

### Sedmá řada (2018)
Moderátory 7. řady byli David Gránský a Lujza Schrameková. Složení poroty bylo následující: Jakub Prachař, Jaro Slávik, Diana Mórová a Marta Jandová. Vítězkou se stala Nikoleta Šurinová.

### Osmá řada (2019)
Osmá řada odstartovala 30. srpna 2019 a skončila 7. prosince 2019. Tato řada byla oznámena na konci posledního dílu sedmé řady moderátorem Davidem Gránským. Porotci a moderátoři 8. řady zůstali stejní jako v předchozí řadě, porotu několikrát mimořádně doplnila herečka Jiřina Bohdalová. Na Primě byly premiérové díly pořadu vysílány v pátek večer, na TV JOJ v sobotu večer. První castingy se uskutečnily v dubnu 2019. Novinkou řady bylo ocenění Zlatý Pátrovič. Vítězkou se stala zpěvačka Margaréta Ondrejková.

### Devátá řada (2021)
Vysílání 9. řady bylo výrazně pozdrženo. Show měla původně dorazit na obrazovky na podzim roku 2020, kvůli pandemii covidu-19 muselo být ale natáčení odloženo. První castingy proběhly 25. a 26. července na Slovensku a 1. a 2. srpna v České republice. Do finále automaticky postoupili duo Katya a Nikita, které se nemohlo zúčastnit předchozího finále. Vítězem se stala taneční skupina Diamonds.

### Desátá řada (2022)
Desátá řada měla premiéru na TV Prima 27. srpna 2022 a 3. září 2022 na TV JOJ V březnu a dubnu již byly spuštěny castingy. Porota a moderátoři se nezměnily, ale porotu také doplní speciální porotci. A po čtyřech letech se vrací živý přenos semifinále. Vítězem jubileiní 10.série se stala Nikola Kusendová.

### Jedenectá řada (2023)
Jedenáctá řada měla premiéru na TV Prima i TV JOJ 3. září 2023. Přinesla změny ve složení poroty, kdy standardní čtyři porotce doplnil vždy speciální 5.člen. Speciálními porotci kteří se v jednotlivých dílech střídali byli Štěpán Kozub, Marián Čekovský, Vojtěch Dyk a rapper Ego. Speciální porotci měli také možnost použít zlatý buzzer.
Vítězkou se stala slovenská operní pěvkyně Anna Slížová, která porazila ve finále talentovaného českého zpěváka Matěje Plška.

### Dvanáctá řada (2024)
Dvanáctá řada bude mít premiéru na podzim roku 2024 opět na TV Prima a TV JOJ. Porotců bude v každém díle pět. Třemi stálými členy budou Jaro Slávik, Jakub Prachař a navrátilec Leoš Mareš. Doplní je vždy dvě ze čtveřice Eva Burešová, Mária Čírová a dřívější stále členky poroty Marta Jandová a Diana Mórová. 

## Produkce
TV JOJ vlastní práva na vysílání ČSMT do roku 2018. Pátý ročník měla vysílat pouze TV JOJ, později se však Prima opět rozhodla vrátit a pátý ročník odvysílat, produkce však zajišťovala pouze JOJ. V únoru 2016 začala stanice JOJ poutat na termíny castingových kol šesté řady. Šestou řadu TV Prima odvysílala jen v repríze, a to až na jaře 2017.

## Česko Slovensko má talent PLUS
Česko Slovensko má talent PLUS je slovenský pořad vysílaný k show Česko Slovensko má Talent jako bonus. Pořad byl vysílán na JOJ Plus v neděli večer po odvysílání dílu ČSMT na hlavním kanále JOJ. Pořad se ve vysílání objevil pouze jako bonus k druhé řadě, pak již vysílán nebyl. Prováděli jim Monika Zázrivcová a Laco Kováč.
Náplní pořadu bylo diváky provést zákulisím show, jak se připravují porotci, moderátoři či soutěžící a případně ukázat talenty, které se ve vysílání neobjevily. Předlohou mu byl britský pořad Britain's Got More Talent.

## Odezva

### Sledovanost
| Sezóna | Premiéra       | Premiéra        | Finále              | Finále          | TV sezóna | Vysílací čas na Primě                                                  |
| Sezóna | Datum          | Diváci (v mil.) | Datum               | Diváci (v mil.) | TV sezóna | Vysílací čas na Primě                                                  |
| ------ | -------------- | --------------- | ------------------- | --------------- | --------- | ---------------------------------------------------------------------- |
| 1      | 29. srpna 2010 | 1,142           | 28. listopadu 2010  | 1,167           | 2010      | Neděle 20:00                                                           |
| 2      | 4. září 2011   | 0,733           | 27. listopadu 2011  | 1,287           | 2011      | Neděle 20:00                                                           |
| 3      | 9. září 2012   | 0,840           | 25. listopadu 2012  | 1,145           | 2012      | Neděle 20:00                                                           |
| 4      | 15. září 2013  | 0,521           | 8. prosince 2013    | 0,711           | 2013      | Neděle 20:00                                                           |
| 5      | 3. září 2015   | 0,400           | 21. listopadu 2015  | 0,672           | 2015      | Čtvrtek 20:15 (castingy, semilifinále) Sobota 20:15 (castingy, finále) |
| 6      | 4. září 20161  | —               | 27. listopadu 20161 | —               | 2016      | —                                                                      |
| 7      | 31. srpna 2018 | —               | 1. prosince 2018    | —               | 2018      | Pátek 20:15 (castingy) Sobota 20:15 (semifinále, finále)               |
| 8      | 30. srpna 2019 | —               | 7. prosince 2019    | 0,468           | 2019      | Pátek 20:15 (castingy) Sobota 20:15 (finále)                           |
| 9      | 3. září 2021   | —               | 12. prosince 2021   | —               | 2021      | Pátek 20:15 (castingy) Sobota 20:15 (finále)                           |
| 10     | 27. srpna 2022 | 0,420           | 26. listopadu 2022  | 0,506           | 2022      | Sobota 20:15                                                           |
| 11     | 3. září 2023   | 0,428           | 10. prosince 2023   | 0,332           | 2023      | Neděle 20:15                                                           |
| 12     | 30. srpna 2024 | 0,336           | 7. prosince 2024    | 0,316           | 2024      | Pátek 20:15 (castingy) Sobota 20:15 (finále)                           |

Poznámky
1. ^ Datumy jsou podle vysílání televize JOJ, jelikož tato řada byla v premiéře uvedena na české stanici JOJ Family místo TV Prima.

### Ocenění
Česko Slovensko má talent získalo nominaci na program roku ve slovenské anketě OTO v roce 2010, 2011, 2012 i 2013. Pouze jednou se ji nominaci podařilo proměnit na výhru, a to v roce 2010, kdy porazila i konkurenční nominovanou show Talentmania.